# مقاطعة أوهايو (إنديانا)
مقاطعة أوهايو (بالإنجليزية: Ohio County, Indiana)‏ هي إحدى مقاطعات ولاية إنديانا في الولايات المتحدة. ، بلغ عدد سكانها 6128 نسمة في عام 2010 حسب إحصاء مكتب تعداد الولايات المتحدة وتصل الكثافة السكانية فيها 27.28 نسمة/كم2.

## وصلات خارجية
- United States Counties